# El Palmar (Valence)
Pour les articles homonymes, voir El Palmar.
El Palmar est un ancien village qui appartient administrativement à la ville de Valence, Espagne. Il fait partie du district Pobles del Sud (Poblados del Sur (es), en castillan) et se situe au sud de Valence, sur les rives du lac de l’Albufera. Il comptait 764 habitants en 2016. El Palmar est devenu célèbre car Vicente Blasco Ibáñez y situe l’action de son roman Boue et roseaux.

## Géographie

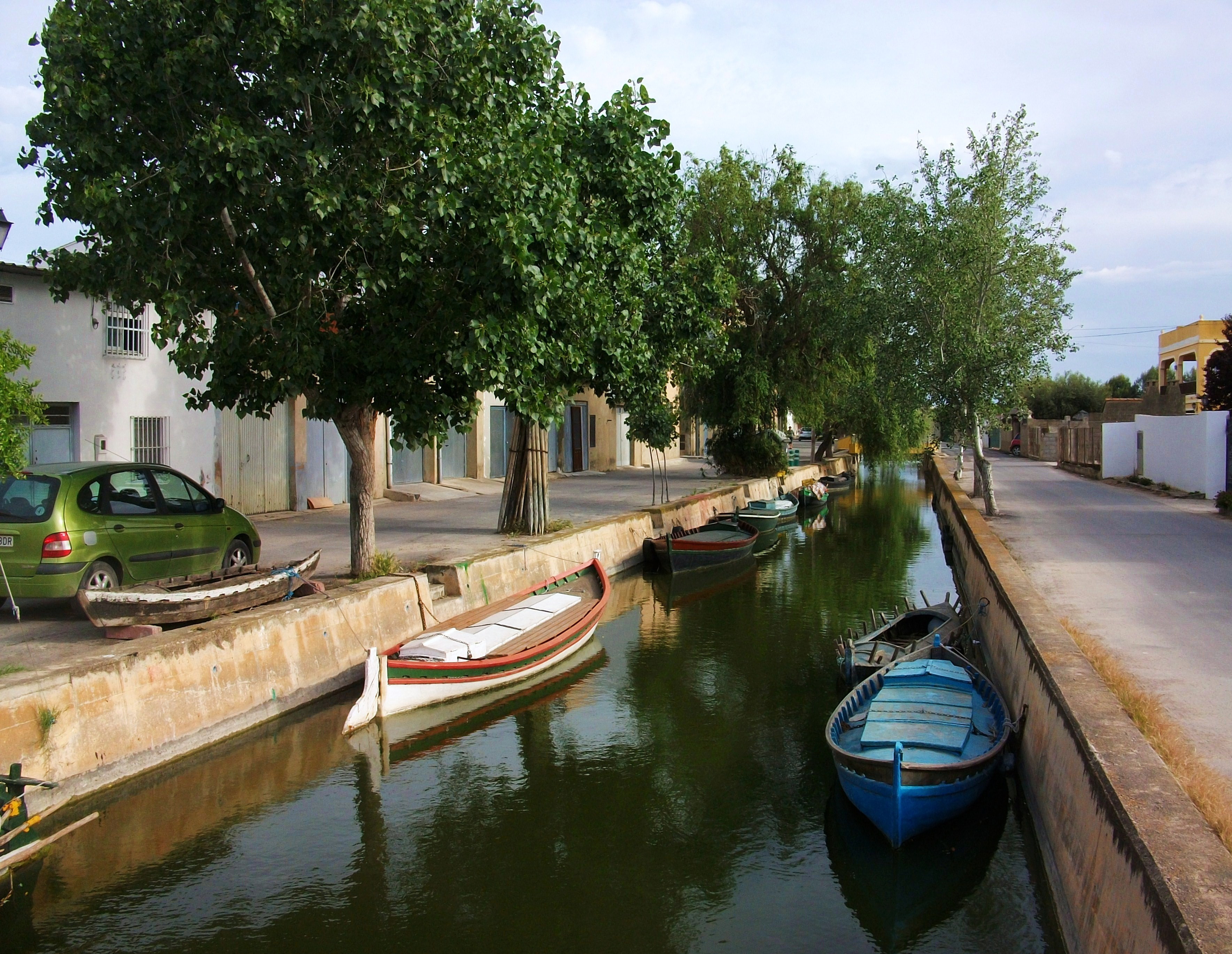
El Palmar. Barques sur le canal

El Palmar est une petite île située au sud-est du lac de l’Albufera, dans son Parc naturel, délimitée par le lac lui-même et par des canaux. Son accès se faisait en barque par le lac. Ce n'est qu'au XXe siècle qu'elle est connectée par des ponts à la terre ferme ; elle est à environ 19 km. au sud de Valence.

## Histoire
La première référence apparaît dans le Llibre del Repartiment, où en 1239 Jacques Ier fait don d’une alquería qui se trouve sur l’île d’El Palmar. Le même monarque, en 1250, détermine que tout voisin de la ville ou du Royaume de Valence, et tout étranger également, aura le droit de pêcher dans le lac à condition de donner au roi un cinquième du produit de la pêche. Malgré ces dispositions favorables à la pêche, il semble qu’il n’y a pas de résidents stables sur El Palmar pendant plusieurs siècles. En effet, ce sont des pêcheurs de Valence ou d’autres villages autour du lac, comme Catarroja ou Silla, qui bâtissent des cabanes sur l’île pour garder leurs outils de pêche et pour se protéger en cas d’intempéries.
Ce n’est que pendant la deuxième moitié du XVIIIe siècle que ces pêcheurs et leurs familles commencent à établir leurs résidences sur l'île. 
Pascual Madoz, dans son Diccionario (1846-1850), décrit El Palmar comme un ensemble de maisons et des cabanes disposées sur deux rues, appartenant à 109 pêcheurs qui s’en servent pour dormir pendant la période de pêche. Mais il ajoute qu’en cas d’intempéries ou de crues du lac, ils ne restent pas sur l’île, se retirant sur leurs villages d’origine, où ils ont femme et enfants. El Palmar est alors rattaché à Russafa, commune qui en 1877 est annexée à Valence, devenant ainsi l'un de ses quartiers.

## Économie
La pêche sur l'Albufera a été la principale activité économique d'El Palmar pendant des siècles, et sa communauté de pêcheurs est l'une des plus anciennes. On y célèbre tous les ans un tirage au sort pour distribuer les zones de pêche parmi les voisins. Traditionnellement réservé aux hommes, depuis 2008 les femmes peuvent y participer également.
Depuis les années 1960, l'activité économique s'est diversifiée avec l'hôtellerie et le tourisme. De nombreux restaurants proposent de déguster la gastronomie locale (différentes variétés de paella). De même, El Palmar possède plusieurs embarcadères pour visiter l'Albufera et son parc naturel.

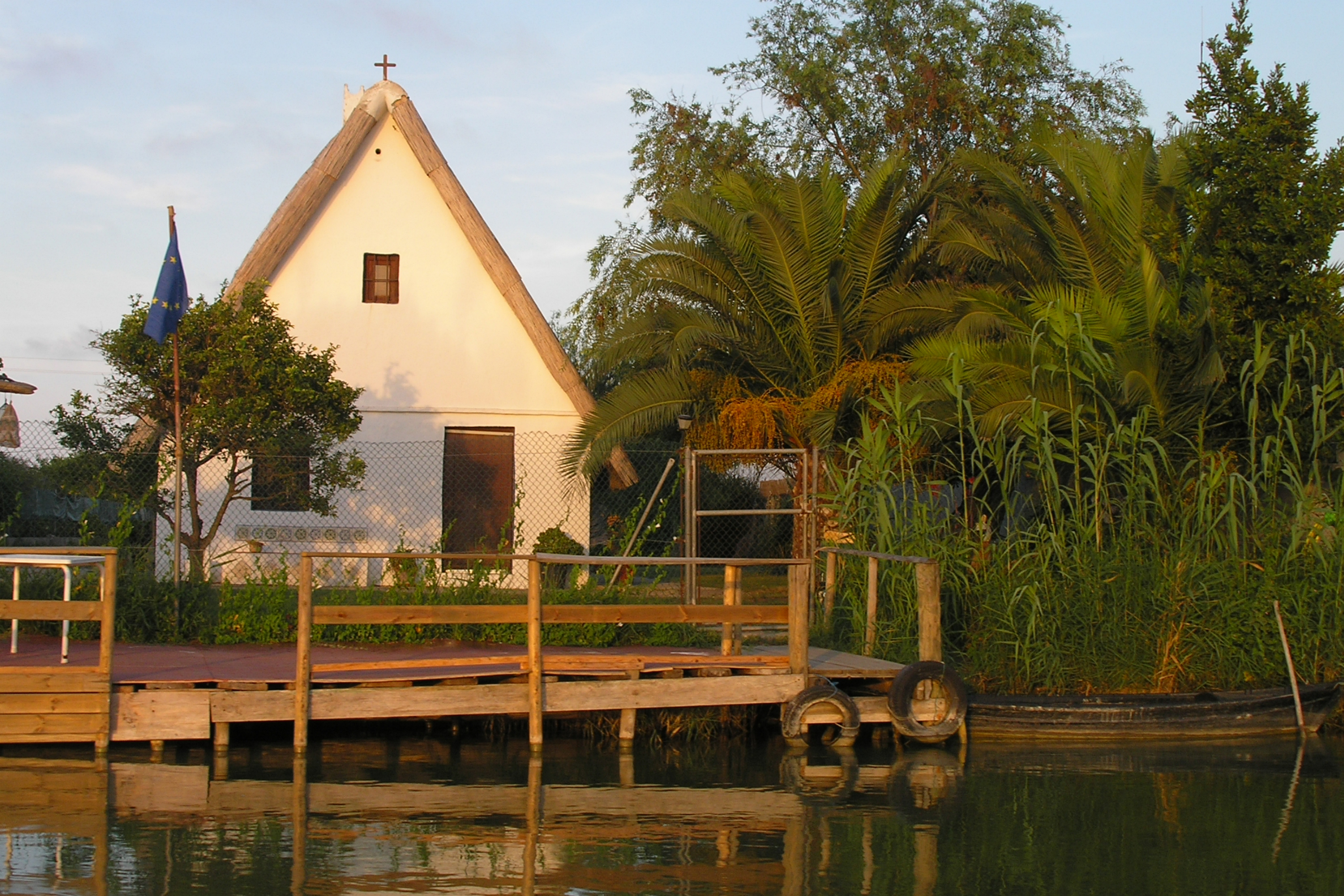
Barraca, maison typique d'El Palmar

## Médiatisation
En 1902 paraît Cañas y barro (traduit en français par Boue et roseaux), roman tragique de Vicente Blasco Ibañez qui raconte l'histoire de plusieurs générations d'une famille d'El Palmar. Il y décrit le milieu naturel, les modes de vie, coutumes, et le conflit générationnel entre le père, pêcheur, et le fils, qui préfère cultiver du riz.
En 1978 la Televisión Española produit et diffuse une télésérie basée sur ce roman. Tournée à El Palmar et sur l'Albufera, elle compte avec des acteurs tels que José Bódalo ou Alfredo Mayo.